# Milburn (Oklahoma)
Milburn è un comune degli Stati Uniti d'America, nella contea di Johnston, nello Stato dell'Oklahoma, lungo il Blue River.
Al censimento del 2000, il numero di abitanti era 312.
Secondo il dipartimento anagrafico statunitense, la città è grande 1,3 km² e al momento del censimento c'erano 114 famiglie, delle quali 84 risiedevano nella città.